# Sadovi (Keslerovo, Krymsk, Krasnodar)
Sadovi (del ruso: Садовый) es un jútor del raión de Krymsk del krai de Krasnodar, en Rusia. Está situado en la cabecera del río Kalabatka, tributario por la izquierda del río Adagum, afluente por la izquierda del río Kubán, en las inmediaciones de su delta, 22 km al noroeste de Krymsk y 96 km al oeste de Krasnodar. 
Pertenece al municipio Keslerovskoye.